# Dipodium paludosum
Dipodium paludosum es una especie  de orquídea de hábitos terrestres. Es originaria de Asia.

## Descripción
Dipodium paludosum es una orquídea de tamaño  grande, que prefiere el clima cálido y tiene hábito terrestre con raíces basales que dan lugar a un tallo alargado que lleva muchas hojas imbricadas, con forma de cintas que van gradualmente disminuyendo desde la base hasta el ápice que es agudo, las hojas basales se abrazan y articulan al tallo. Florece en la primavera en una inflorescencia de 40 cm de largo, con 10 flores con brácteas florales ovadas, agudas.

## Distribución y hábitat
Se encuentra en Malasia, Tailandia, Camboya, Vietnam, Sumatra, Borneo y las Filipinas  en los pastizales de tierras bajas. 

## Taxonomía
Dipodium paludosum  fue descrita por David Lloyd Jones  y publicado en Xenia Orchidacea 2: 15. 1862.
Sinonimia
- Grammatophyllum affine Griff.
- Grammatophyllum paludosum Griff.
- Wailesia paludosa (Griff.) Rchb.f.[3][4]